# Davao Aguilas FC

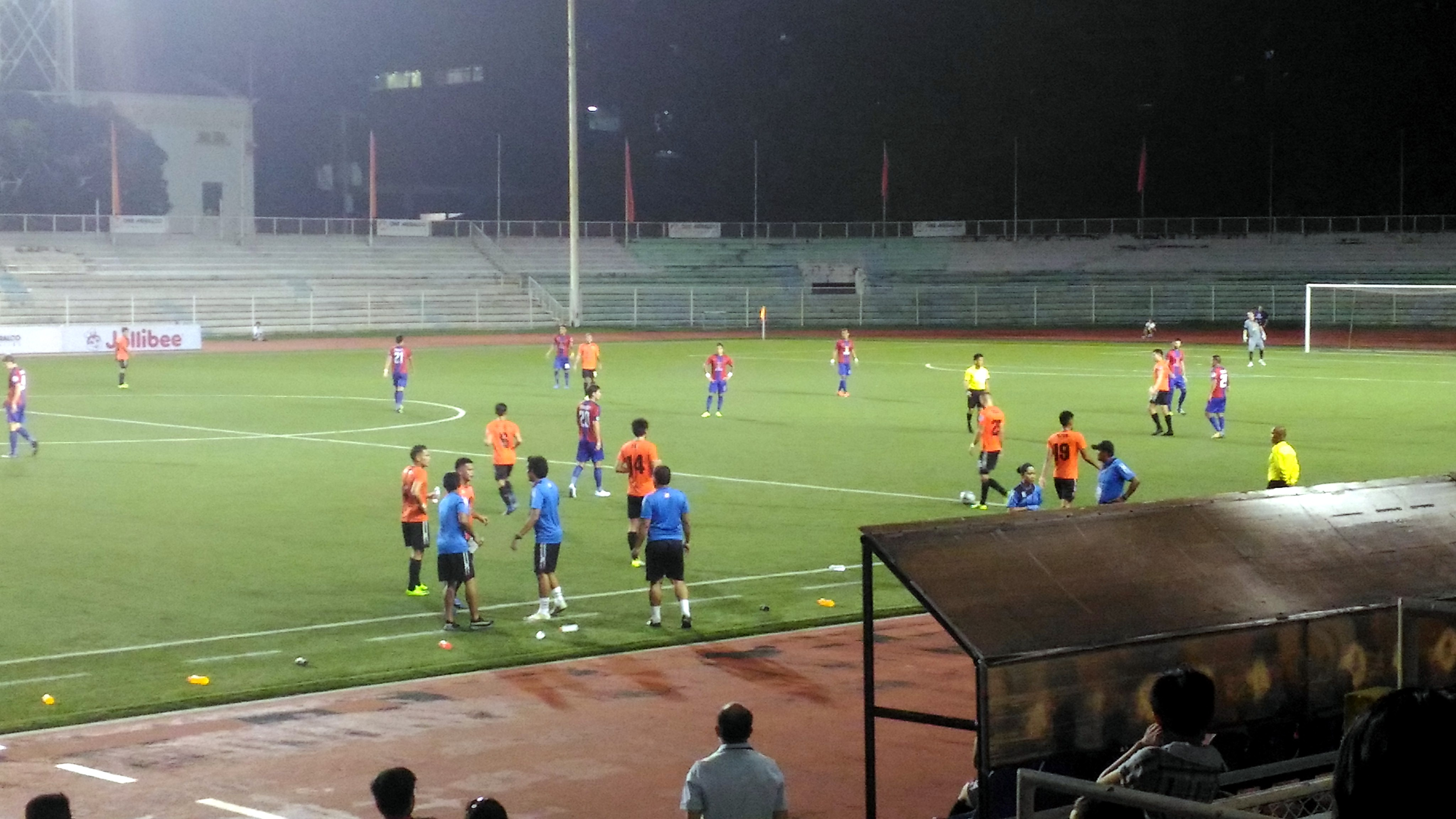
Davao Aguilas vs Meralco Manila..

El Davao Aguilas FC es un equipo de fútbol de Filipinas que jugó en la Philippines Football League, la primera división de fútbol del país.

## Historia
Fue fundado el 26 de marzo de 2017 en la ciudad de Tagum en Davao del Norte como el representante de la isla de Mindanao en la Philippines Football League luego de haber completado todos los trámites para participar en la liga, terminando en séptimo lugar en su primera temporada.
Para 2018 el club se reforzó y firmó un convenio de cooperación con el Shonan Bellmare de la J. League de Japón pasando a llamarse Davao Aguilas Bellmare Football Club, en una temporada en la que finalizaron en tercer lugar de liga y llegaron a la primera final de la Copa Paulino Alcantara, donde perdieron 0-1 ante el Kaya FC.
El 14 de diciembre de 2018 el club abandona la Philippines Football League debido a que Bernie Sumayao asumió el mandato de la liga y desaparece, aunque el 2020 el club fue reactivado en función del desarrollo de jugadores a nivel menor.

## Entrenadores
| Nombre          | País      | Periodo                             |
| --------------- | --------- | ----------------------------------- |
| Melchor Anzures | Filipinas | Febrero de 2017                     |
| Gary Phillips   | Australia | Febrero de 2017 –septiembre de 2017 |
| Marlon Maro     | Filipinas | Septiembre de 2017 –mayo de 2018    |
| Melchor Anzures | Filipinas | Mayo de 2018 –diciembre de 2018     |